# Kremnitzer Berge

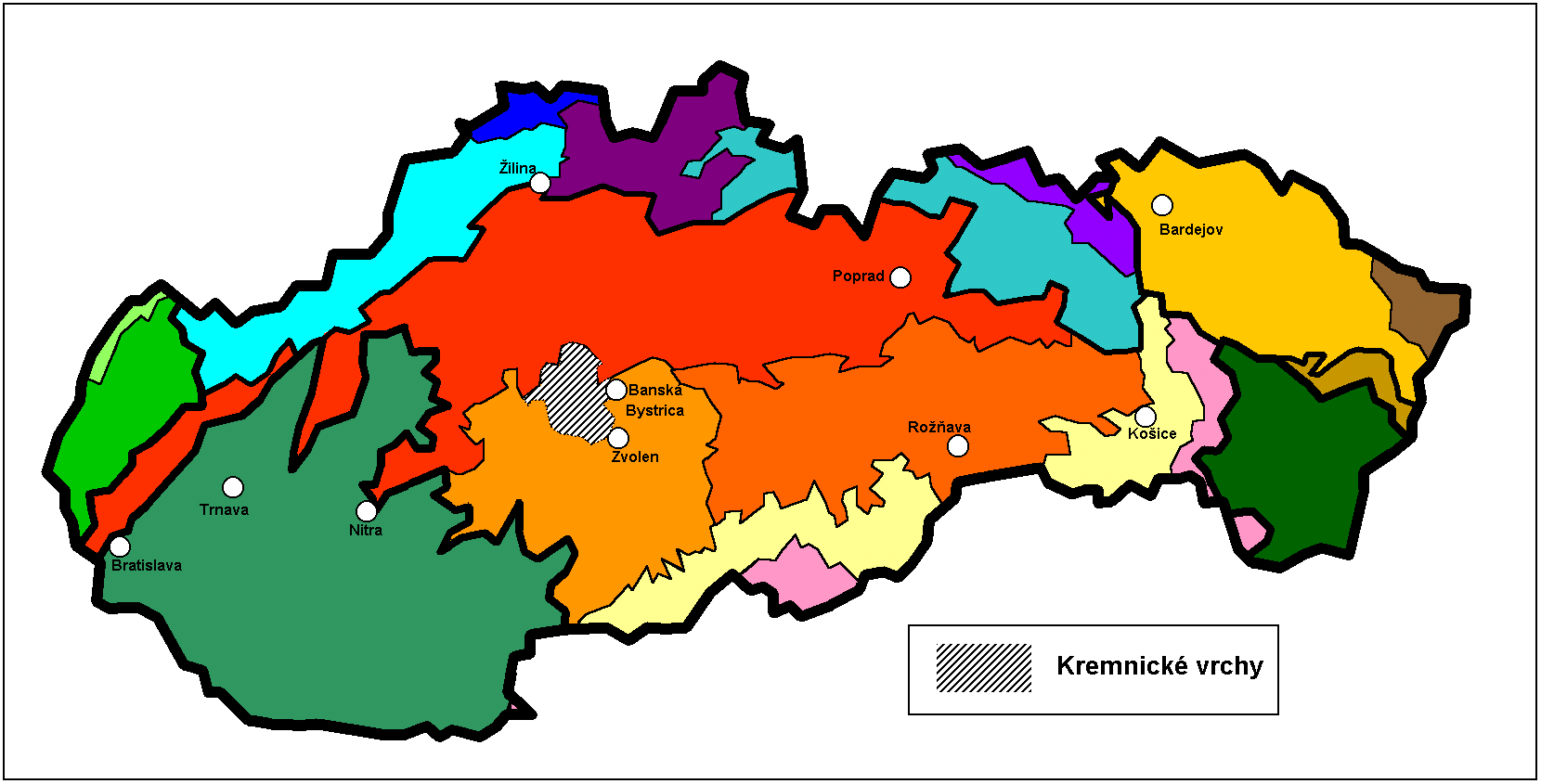
Die Kremnitzer Berge innerhalb der Geomorphologischen Einteilung der Slowakei

Die Kremnitzer Berge (slowakisch Kremnické vrchy, ungarisch Körmöci-hegység) sind ein Mittelgebirge in der Slowakei.
Sie gehören zum Verlauf der Westkarpaten und bilden einen Teil des Slowakischen Mittelgebirges.
Das Gebiet erstreckt sich östlich der Stadt Kremnica (dt. Kremnitz), woher es auch seinen Namen hat, ist weitgehend von Wald bedeckt und gut von Wanderwegen erschlossen.
An das meist auf Höhen von 800 bis 900 Metern gelegene Gebirge schließt im Norden die Große Fatra an, während es im Osten und Süden vom Tal der Hron begrenzt wird. Einer der entwässernden Flüsse ist die Turiec.
Geomorphologisch lässt es sich wie folgt unterteilen:
- Kunešovská hornatina (Nordwesten)
- Jastrabská vrchovina (Südwesten)
- Flochovský chrbát (zentral und im Norden)
- Turovské predhorie (Süden)
- Malachovské predhorie (Osten)

Die höchste Erhebung stellt die Flochová mit 1318 Metern über dem Meeresspiegel dar.